# Barvenkovo
Barvenkovo, transliterat ca Barvinkove din toponimul ucrainean Барвінкове, este un oraș din regiunea Harkov, Ucraina.